# Sferisterio di Macerata
Lo Sferisterio di Macerata è un monumentale teatro all'aperto situato a ridosso del centro storico di Macerata, addossato alle mura urbiche, adiacente Porta Picena, comunemente detta Porta Mercato. Un'arena semiellittica originariamente destinata al gioco del pallone col bracciale, in voga nel centro Italia nel XVIII e XIX secolo, e ad ogni altro spettacolo. Successivamente, nel XX secolo, fu sempre più usata come luogo per concerti e teatro d'opera (l'unico della regione all'aperto con i palchi), ritenuto di acustica perfetta da cantanti e direttori d'orchestra e sede di festival culturali.
L'edificio è stato progettato nel 1823 dall'architetto neoclassico Ireneo Aleandri (progettista, tra l'altro, del viadotto dell'Ariccia e del Teatro Nuovo "Gian Carlo Menotti" di Spoleto). Venne aperto al pubblico nel 1829, come riporta anche l'iscrizione apposta sul fronte dell'ingresso. È considerato una delle più significative realizzazioni del tardo Neoclassicismo europeo, di chiara declinazione purista e ispirato all'architettura classica e rinascimentale, in particolare all'opera di Andrea Palladio.
Attualmente ha una capienza di 2.500 posti (fino a 3.000 includendo la balconata) e dal 1967 è noto per la stagione lirica estiva, dal 2006 "Sferisterio Opera Festival" (direttore artistico Pier Luigi Pizzi), e dal 2012 "Macerata Opera Festival" (direttore artistico Francesco Micheli. Dal 2017 direttrice artistica Barbara Minghetti e direttore musicale Francesco Lanzillotta. Dal 2022 direttore artistico Paolo Pinamonti. Dal 2023 direttore artistico Paolo Gavazzeni. Dal 2022 Flavio Cavalli è sovrintendente in sostituzione di Luciano Messi)
Dal 2005, dopo anni che la manifestazione si svolgeva a Recanati, lo Sferisterio ospita Musicultura.

## Storia
Lo Sferisterio di Macerata fu edificato, come gran parte dei teatri storici marchigiani del Sette-Ottocento, grazie all'iniziativa di un gruppo di privati benestanti cittadini, i "Cento Consorti", con a capo Pacifico Guarnieri e il Gonfaloniere Nicola Ranaldi, i quali, desiderosi di donare alla città una nuova struttura per il pubblico spettacolo, si tassarono per finanziarne la realizzazione. Come ricorda l'iscrizione sulla facciata:
Se il sistema di finanziamento fu analogo a quello utilizzato per l'edificazione dei teatri, differente era il genere di spettacolo che la struttura avrebbe ospitato. Nello Sferisterio, infatti, si disputavano competizioni di pallone a bracciale, attività atletica largamente diffusa e considerata principale gioco nazionale italiano in quel periodo, nonché esibizioni circensi, di tauromachia e di ogni altro tipo di spettacolo.
Il 9 maggio 1819 la Società (Congregazione Pallonaria, Società dell'Anfiteatro o Società del Circo) bandì un concorso di progetto per l'ideazione dell'opera, L'incarico fu affidato in un primo momento all'ingegnere maceratese Salvatore Innocenzi, che iniziò i lavori di demolizione e sterro e di edificazione del muro d'appoggio nel 1820, lavori che furono interrotti e sospesi dopo poche settimane. Contemporaneamente la Società sottopose il progetto al giudizio dell'Accademia di belle arti di Bologna e dell'Accademia nazionale di San Luca. Lo svolgimento della fase progettuale e quello della realizzazione dell'edificio furono piuttosto travagliati. I lavori rimasero infatti sospesi per tre anni, fino a che nel novembre 1823 la Società affidò un nuovo progetto al ventottenne architetto Ireneo Aleandri (1795-1885), impegnato nello stesso periodo alla costruzione del Teatro Feronia di San Severino Marche.
Inaugurato nel 1829 con una grande festa, ospitò eventi sportivi, spettacoli vari e manifestazioni. Qui gareggiarono i migliori pallonisti di più generazioni, compreso il celeberrimo Carlo Didimi immortalato da Giacomo Leopardi nella nota ode A un vincitore nel pallone. 
Saltuariamente lo Sferisterio è stato impiegato anche per eventi di altro genere. Qui si esibirono diverse compagnie circensi, da qui i maceratesi assistettero all'innalzamento della mongolfiera e agli spettacoli pirotecnici o alle "luminarie", senza dimenticare le rappresentazioni teatrali e le manifestazioni politiche a cui accorsero migliaia di spettatori, spesso in occasione dell'arrivo in città di personalità di rilievo, come papa Pio IX nel 1857 e re Vittorio Emanuele II nel 1860. Nei primi anni del XX secolo, aggiungendo tribune mobili, l'impianto ospitava circa 10.000 tifosi che incitavano gli atleti durante le gare. 
Nel corso dei decenni però la sua primaria funzione iniziò a declinare, a favore di altri sport come il calcio e il tennis e a fine Ottocento l'edificio iniziò, lentamente a perdere di importanza divenendo durante la Prima Guerra Mondiale alloggio delle truppe e ricovero per i cavalli.
Nel 1920, dopo che per un paio d'anni era diventato il campo da gioco anche della locale squadra di calcio, fu oggetto di restauro e sistemazione, che trasformarono l'edificio in struttura adatta ad accogliere rappresentazioni liriche.
II 1921 costituisce un anno di radicale svolta: sulla scia di esperienze analoghe nella penisola, in particolare dell'Arena di Verona, si decise di trasformare questo ambiente in un "tempio" della lirica, con la rappresentazione dell'Aida di Giuseppe Verdi. Nel 1922 fu la volta de La Gioconda di Ponchielli, ma si dovette aspettare fino al 1967 perché una stagione lirica estiva divenisse stabile.

## Opera Festival

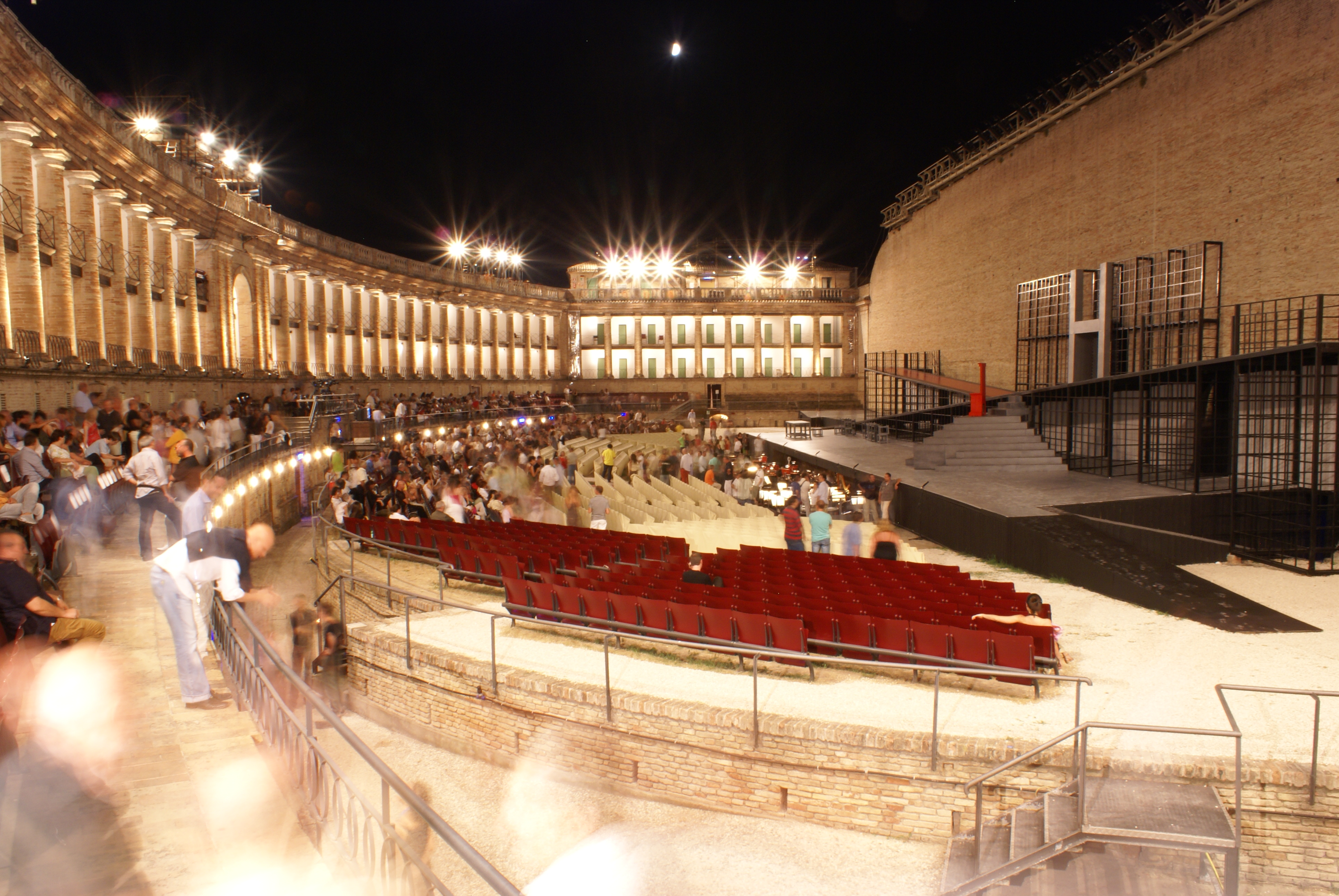
Lo sferisterio di notte.

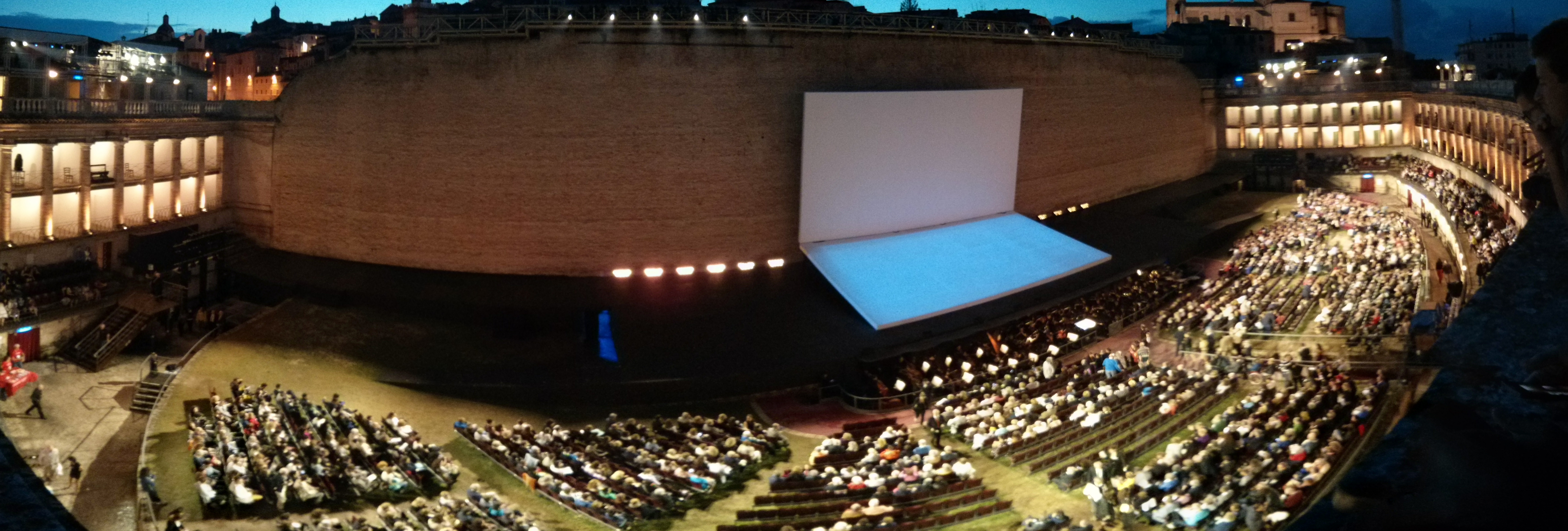
Sferisterio di Macerata - Vista dalla balconata

L'Aida di Giuseppe Verdi fu la prima opera rappresentata nel 1921, sotto gli auspici della Società Cittadina, guidata dal conte Pieralberto Conti. Egli cercò  con un'opera di forte richiamo di utilizzare questo spazio urbano dalla capienza inusitata per avvicinare la lirica ad un pubblico più esteso, spesso escluso dal circuito tradizionale dei teatri.
L'arena venne trasformata in un vero e proprio teatro all'aperto. Si costruì un vastissimo palcoscenico parabolico, con l'orchestra disposta subito a ridosso, e attorno vennero collocate poltrone e sedie numerate. Nel mezzo del muro si aprì una grande porta per consentire il trionfo del conquistatore egiziano. Plinio Codognato, cartellonista dell'Aida di Verona, e il pittore Emilio Lazzari fecero i manifesti.
Con la marcia trionfale salirono sulla scena oltre mille comparse, insieme a cammelli, cavalli e buoi. Aida venne interpretata da Francisca Solari e, nelle vesti di Radames, cantò il grande tenore Alessandro Dolci. Si accrebbero al massimo le capacità ricettive ed ospitaliere e vennero inventati mille accorgimenti per alleviare e prolungare il soggiorno in città. L'Aida venne replicata per 17 serate. Si ebbero oltre 70.000 presenze: record mai eguagliato a Macerata.
L'anno successivo si allestì La Gioconda di Amilcare Ponchielli, poi un lungo silenzio interrotto soltanto nel 1927, quando il tenore recanatese Beniamino Gigli tenne un concerto per i mutilati e gli invalidi della Grande Guerra.
Dopo la guerra rarissime erano state le occasioni per ascoltare il ‘bel canto’ nelle Marche. Occorre attendere il 1967 per poter assistere al ritorno definitivo dell'opera lirica in arena, con la nascita di una regolare stagione con cadenza annuale denominata ancora oggi 'Macerata Opera Festival'.
Nel 1967 Carlo Perucci, marchigiano di San Benedetto del Tronto costituisce il primo «Circuito lirico delle Marche» e spera di fare di tutto ciò un ente stabile.
Quando arriva a Macerata propone un allestimento dentro lo Sferisterio e gli amministratori dell'epoca accettarono entusiasti. In poco tempo si realizzò un nuovo palcoscenico, l'illuminazione teatrale e vennero aperti tre archi sulla parete di fondo.
Perucci ritornò con contratti straordinari: l'Otello di Giuseppe Verdi con Del Monaco e Protti; Madama Butterfly di Giacomo Puccini, con Antonietta Stella e Nicola Ruggeri. Il 3 agosto si spensero le luci e partirono le note verdiane. Da allora ogni estate si organizza una stagione operistica di rilevanza internazionale che si affianca a Verona e a Caracalla.
Carlo Perucci rimase direttore artistico per 28 anni. Il fascino particolare dello Sferisterio divenne parte della scenografia. Questo contesto e l'ottima acustica hanno reso possibile l'ascolto delle migliori voci del ‘bel canto’ mondiale. Arriva in quegli anni allo Sferisterio anche il grande balletto della Fracci e di Nureev.
Tra i tanti allestimenti memorabili, nel 1984, troviamo La bohème per la regia di Ken Russell, il Don Giovanni con le scene di Enrico Job; La traviata e la Lucia di Lammermoor con le scene del boemo Josef Svoboda, della Turandot di Hugo De Ana; la Tosca e il Faust di De Flò; un'altra Bohème, quella di Leo Muscato, con il suo premio Abbiati è il più recente riconoscimento dell’opera maceratese. Indimenticabile anche l'Oberto, Conte di San Bonifacio, rappresentato nel 1999 al teatro "Lauro Rossi", e la commissione d'opera Shi (Si faccia) sulla vita di Padre Matteo Ricci, che ha debuttato in anteprima mondiale nel 2017 sempre al teatro "Lauro Rossi".
Sono gli anni di Orazi direttore artistico ed ormai allo Sferisterio hanno cantato tutte le migliori
voci mondiali; tra gli altri, Luciano Pavarotti, Plácido Domingo, Montserrat Caballé, Marilyn Horne, Fiorenza Cossotto, Ruggero Raimondi, Mariella Devia, José Carreras, Katia Ricciarelli, Renato Bruson, Rajna Kabaivanska.
La misura del successo delle Stagioni di Macerata Opera è data dalla vincita (per tre volte) dal 1992 del Premio Franco Abbiati della critica musicale italiana; dal fatto che ben tre enti lirici (l'Opera di Roma, il Teatro Comunale di Bologna e La Scala di Milano) abbiano utilizzato nelle loro Stagioni delle produzioni dello Sferisterio.
Il 2006 è l'anno della trasformazione: la rassegna estiva diviene un ‘Festival’. Il cambiamento arriva con la direzione artistica di Pier Luigi Pizzi; milanese di nascita ma veneziano di adozione, è regista, scenografo e costumista di fama internazionale.
Una carriera artistica ultra cinquantennale ricca di numerosi e prestigiosi riconoscimenti: Legion d'honneur e Officier des arts et des Lettres in Francia, i più recenti ‘Una vita nella musica 2005’ dall'Associazione culturale Arthur Rubinstein e l'onorificenza di ‘Gran Ufficiale al Merito della Repubblica Italiana’. La stagione da lui pensata e realizzata si sviluppa intorno a un unico tema dominante che attraversa la scelta dei titoli in cartellone e il loro allestimento.
Viene per l'occasione ripristinato il palcoscenico parabolico e torna la suggestione della grande parete ‘metafisica’ dell'antico muro in cotto del pallone al bracciale.
Nel 2006, a duecentocinquanta anni dalla nascita di Mozart, lo Sferisterio Opera Festival non poteva non aprirsi che con una sua opera: Il flauto magico, in un originalissimo e coraggioso allestimento massonico. Il tema conduttore del neonato Festival diviene allora "Il Viaggio Iniziatico".
Da quel momento in ogni stagione la scelta delle opere in cartellone è attraversata da un fil rouge tematico, a dimostrazione della grande vitalità intellettuale del melodramma: "Il gioco dei potenti" nel 2007 con Macbeth, Maria Stuarda, Norma e il Gala di ballo con Roberto Bolle e Alessandra Ferri, "La seduzione" nel 2008 con "Carmen", da segnalare per il debutto alla regia del due volte premio Oscar, Dante Ferretti, maceratese di nascita, "Tosca" e l'esecuzione della "Cleopatra" di Lauro Rossi nel Teatro dedicato al compositore maceratese; "L'inganno" è il tema del 2009 che vede l'allestimento del Don Giovanni al Teatro Lauro Rossi, Madama Butterfly e "La traviata" oltre alla prima mondiale dell'opera "Le malentendu" di Matteo D'Amico tratta dall'opera di Albert Camus; nel 2010 il tema è "A maggior gloria di Dio"; in programma "Attila", "Juditha triumphans", "I Lombardi alla prima crociata", "La forza del destino", " Faust". La stagione 2011, dal tema "Libertà e destino" prevede l'allestimento di "Un ballo in maschera", "Rigoletto" e, al Teatro Lauro Rossi, "Così fan tutte".
Nel gennaio 2012 viene nominato direttore artistico del Festival il regista Francesco Micheli e la manifestazione assume il titolo di Macerata Opera Festival.
Viene mantenuta la struttura tematica del festival: l'edizione 2012, intitolata "Allievi e Maestri" viene dedicata a Josef Svoboda, nel decennale della morte. Viene riproposta, venti anni dopo la prima messa in scena, la celebre La traviata degli specchi, seguita dalle nuove produzioni de La bohème (regia di Leo Muscato, che anche per questo spettacolo viene premiato con il Premio Abbiati come miglior regista) e Carmen (regia di Serena Sinigaglia). Tra gli eventi collaterali viene programmata "La notte dell'opera", una festa che prevede spettacoli in vari luoghi della città, collegati al tema della stagione.
Il 2013 celebra il centenario verdiano con Nabucco e Il trovatore, e quello di Britten con Il piccolo spazzacamino al Teatro Lauro Rossi, declinando il tema "Mura e divisioni".
L'edizione 2014, la Cinquantesima, dal tema "L'opera è donna", prevede nuovi allestimenti di Aida e Tosca oltre alla ripresa de La traviata di Svoboda; le tre opere sono dirette da tre direttori donne (Julia Jones, Eun Sun Kim, Speranza Scappucci). Nel 2015 inizia il triennio legato alle mappe dell'anima, con una stagione intitolata Nutrire l'anima, fortemente legata al tema di Expo 2015. Nel 2016 il luogo scelto nella mappa dell'anima del Macerata Opera Festival è il Mediterraneo fatto di drammi, tragedie e struggimenti. L'Oriente, invece, è l'approdo del 2017.
Da ottobre 2017 il Macerata Opera Festival ha un nuovo assetto che vede Luciano Messi sovrintendente, Barbara Minghetti direttrice artistica e Francesco Lanzillotta direttore musicale.

## Presidenti associazione Arena Sferisterio di Macerata dal 2000
| N. | Presidente       | Inizio mandato    | Fine mandato      | Stagione Lirica                    | Direttore Artistico |
| -- | ---------------- | ----------------- | ----------------- | ---------------------------------- | ------------------- |
| 1  | Giorgio Meschini | 4 maggio 2000     | 13 aprile 2010    | 35°Sferisterio Opera Festival 2000 | Claudio Orazi       |
| 1  | Giorgio Meschini | 4 maggio 2000     | 13 aprile 2010    | 36°Sferisterio Opera Festival 2001 | Claudio Orazi       |
| 1  | Giorgio Meschini | 4 maggio 2000     | 13 aprile 2010    | 37°Sferisterio Opera Festival 2002 | Claudio Orazi       |
| 1  | Giorgio Meschini | 4 maggio 2000     | 13 aprile 2010    | 38°Sferisterio Opera Festival 2003 | Katia Ricciarelli   |
| 1  | Giorgio Meschini | 4 maggio 2000     | 13 aprile 2010    | 39°Sferisterio Opera Festival 2004 | Katia Ricciarelli   |
| 1  | Giorgio Meschini | 4 maggio 2000     | 13 aprile 2010    | 40°Sferisterio Opera Festival 2005 | Katia Ricciarelli   |
| 1  | Giorgio Meschini | 4 maggio 2000     | 13 aprile 2010    | 41°Sferisterio Opera Festival 2006 | Pier Luigi Pizzi    |
| 1  | Giorgio Meschini | 4 maggio 2000     | 13 aprile 2010    | 42°Sferisterio Opera Festival 2007 | Pier Luigi Pizzi    |
| 1  | Giorgio Meschini | 4 maggio 2000     | 13 aprile 2010    | 43°Sferisterio Opera Festival 2008 | Pier Luigi Pizzi    |
| 1  | Giorgio Meschini | 4 maggio 2000     | 13 aprile 2010    | 44°Sferisterio Opera Festival 2008 | Pier Luigi Pizzi    |
| 1  | Giorgio Meschini | 4 maggio 2000     | 13 aprile 2010    | 45°Sferisterio Opera Festival 2009 | Pier Luigi Pizzi    |
| 2  | Romano Carancini | 13 aprile 2010    | 24 settembre 2020 | 46°Sferisterio Opera Festival 2010 | Pier Luigi Pizzi    |
| 2  | Romano Carancini | 13 aprile 2010    | 24 settembre 2020 | 47°Macerata Opera Festival 2011    | Pier Luigi Pizzi    |
| 2  | Romano Carancini | 13 aprile 2010    | 24 settembre 2020 | 48°Macerata Opera Festival 2012    | Francesco Micheli   |
| 2  | Romano Carancini | 13 aprile 2010    | 24 settembre 2020 | 49°Macerata Opera Festival 2013    | Francesco Micheli   |
| 2  | Romano Carancini | 13 aprile 2010    | 24 settembre 2020 | 50°Macerata Opera Festival 2014    | Francesco Micheli   |
| 2  | Romano Carancini | 13 aprile 2010    | 24 settembre 2020 | 51°Macerata Opera Festival 2015    | Francesco Micheli   |
| 2  | Romano Carancini | 13 aprile 2010    | 24 settembre 2020 | 52°Macerata Opera Festival 2016    | Francesco Micheli   |
| 2  | Romano Carancini | 13 aprile 2010    | 24 settembre 2020 | 53°Macerata Opera Festival 2017    | Francesco Micheli   |
| 2  | Romano Carancini | 13 aprile 2010    | 24 settembre 2020 | 54°Macerata Opera Festival 2018    | Barbara Minghetti   |
| 2  | Romano Carancini | 13 aprile 2010    | 24 settembre 2020 | 55°Macerata Opera Festival 2019    | Barbara Minghetti   |
| 2  | Romano Carancini | 13 aprile 2010    | 24 settembre 2020 | 56°Macerata Opera Festival 2020    | Barbara Minghetti   |
| 3  | Sandro Parcaroli | 24 settembre 2020 | in carica         | 57°Macerata Opera Festival 2021    | Barbara Minghetti   |
| 3  | Sandro Parcaroli | 24 settembre 2020 | in carica         | 58°Macerata Opera Festival 2022    | Paolo Pinamonti     |
| 3  | Sandro Parcaroli | 24 settembre 2020 | in carica         | 59°Macerata Opera Festival 2023    | Paolo Pinamonti     |
| 3  | Sandro Parcaroli | 24 settembre 2020 | in carica         | 60°Macerata Opera Festival 2024    |                     |

## DVD
- Bellini, Norma - Dīmītra Theodosiou/Daniela Barcellona/Carlo Ventre, 2007 Dynamic
- Bizet, Carmen - Nino Surguladze/Irina Lungu, regia Dante Ferretti, 2008 Dynamic
- Donizetti, L'elisir d'amore - Niels Muus/Valeria Esposito/Aquiles Machado/Enrico Marrucci/Erwin Schrott/Roberta Canzian, regia di Saverio Marconi, 2002 Arthaus Musik/Naxos
- Donizetti, Maria Stuarda - Riccardo Frizza/Laura Polverelli/Maria Pia Piscitelli/Giovanna Lanza/Roberto De Biasio/Simone Alberghini/Mario Cassi, regia di Pier Luigi Pizzi, 2007 Naxos
- Mozart, Don Giovanni - Riccardo Frizza/Ildebrando D'Arcangelo/Andrea Concetti/Enrico Giuseppe Iori/Myrtò Papatanasiu/Marlin Miller/Carmela Remigio, regia di Pier Luigi Pizzi, 2009 C Major/Naxos
- Offenbach, Les contes d'Hoffmann - Frédéric Chaslin/Vincenzo La Scola/Desirée Rancatore/Ruggero Raimondi/Tiziana Carraro, regia di Pier Luigi Pizzi, 2004 Dynamic
- Puccini, Madama Butterfly - Daniele Callegari/Raffaella Angeletti/Massimiliano Pisapia/Annunziata Vestri/Claudio Sgura, regia di Pier Luigi Pizzi, 2009 C Major/Naxos
- Rossi, Cleopatra - David Crescenzi/Dīmītra Theodosiou/Alessandro Liberatore/Paolo Pecchioli/Sebastian Catana/William Corrò/Tiziana Carraro, regia di Pier Luigi Pizzi, 2008 Naxos
- Verdi, Macbeth - Daniele Callegari/Giuseppe Altomare/Olha Zhuravel/Pavel Kudinov/Rubens Pelizzari/Marco Voleri, regia di Pier Luigi Pizzi, 2007 Naxos DVD/CD
- Verdi, La traviata - Mariella Devia, 2009 Unitel
- Zandonai, Francesca da Rimini - Maurizio Barbacini/Daniela Dessì/Fabio Armiliato/Giacinta Nicotra/Alberto Mastromarino, regia di Massimo Gasparon, 2004 Arthaus Musik/Naxos
- Bellini, Norma -  Rubens Pelizzari / Nicola Ulivieri / Maria José Siri / Sonia Ganassi / Rosanna Lo Greco / Manuel Pierattelli, regia di Luigi Di Gangi e Ugo Giacomazzi, 2016 Dynamic